# If I Had You
If I Had You je píseň amerického pop rockového zpěváka Adama Lamberta. Píseň pochází z jeho debutového alba For Your Entertainment. Produkce se ujali producenti Max Martin a Shellback.

## Hitparáda
| Země        | Umístění |
| ----------- | -------- |
| Austrálie   | 4        |
| Nový Zéland | 7        |
| Kanada      | 8        |
| Česko       | 48       |
| USA         | 30       |